# Himalayagoudrugspecht
De Himalayagoudrugspecht (Dinopium shorii) is een vogel uit de familie Picidae (spechten). Deze vogel is genoemd naar de Britse koloniaal ambtenaar en natuuronderzoeker Frederick John Shore (1799-1837).

## Verspreiding en leefgebied
Deze soort komt voor van noordelijk India tot Myanmar en telt twee ondersoorten:
- D. s. shorii (Vigors, 1831): van noordelijk India tot noordelijk Bangladesh.
- D. s. anguste Ripley, 1950: westelijk en noordelijk Myanmar.

## Status
De grootte van de populatie is niet gekwantificeerd maar de soort wordt omschreven als plaatselijk tamelijk algemeen. Op de Rode lijst van de IUCN heeft deze soort de status niet bedreigd.